# Dame Chaa
Dame Chaa (茶阿局, Chaa no Tsubone) (15? – 30 juillet 1621) est une concubine de Tokugawa Ieyasu, fondateur du shogunat Tokugawa de l'histoire du Japon. Elle vit dans la province de Tōtōmi,.
Lorsque le daikan (un fonctionnaire local) fait tuer son mari, elle en appelle à Ieyasu, alors seigneur du château de Hamamatsu; en conséquence, il punit le daikan.
Elle devient par la suite concubine d'Ieyasu et en 1592 lui donne un fils, Matsudaira Tadateru.
Chaa décède en 1621. Sa tombe se trouve au Sōkei-ji, temple bouddhiste situé dans l'arrondissement de Bunkyō à Tokyo.